# Alexandre Yersin

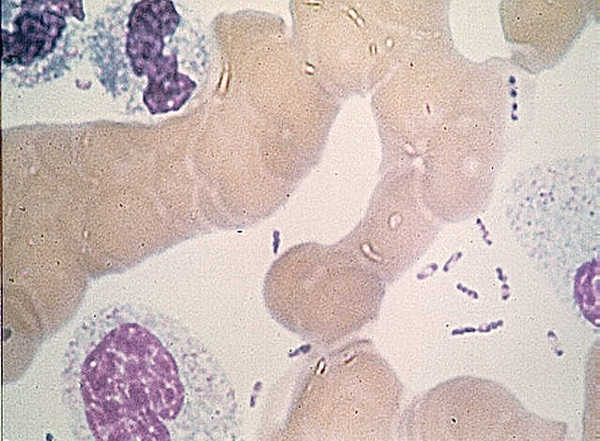
Tinción de Wayson del bacilo Yersinia pestis, descubierto por Alexandre Yersin.

Alexandre Emile John Yersin (Lavaux, cantón de Vaud, Suiza; 22 de septiembre de 1863-Nha Trang, provincia de Khanh Hoa, Vietnam; 1 de marzo de 1943) fue un médico y bacteriólogo franco-suizo. Junto con el médico y bacteriólogo japonés Kitasato Shibasaburō, es recordado como el codescubridor de los bacilos responsables de la peste bubónica, la cual fue llamada en 1970 en su honor (Yersinia pestis).

## Vida
Entre 1883 y 1884, Yersin estudió medicina en Lausana, Suiza; y luego en Marburgo, Alemania y París, Francia (1884-1886). En 1886, entró en el laboratorio de investigación Louis Pasteur en la École Normale Supérieure, por invitación de Emile Roux, y participó en el desarrollo de suero antirabia. En 1888 recibió su disertación doctoral con su tesis Étude sur le Développement du Tubercule Expérimental (Estudio sobre el Desarrollo del Tubérculo Experimental) y pasó dos meses con Robert Koch en Alemania. Se unió al recientemente creado Instituto Pasteur en 1889 como colaborador de Roux, y descubrió con él la toxina diftérica (producida por el bacilo Corynebacterium diphtheriae).
Para poder estudiar medicina en Francia, Yersin solicitó y obtuvo la nacionalidad francesa en 1888. Poco después (1890), partió a la Indochina Francesa, en el Sureste Asiático como médico en la compañía de Mensajería Marítima, en la línea de Saigón-Manila y luego en la línea de Saigón-Haiphong. En 1894 Yersin fue enviado por pedido del gobierno francés y del Instituto Pasteur a Hong Kong, para investigar la epidemia de peste declarada en Manchuria que se extendía progresivamente, y allí, en una pequeña cabaña cercana al instituto junto con su codescubridor Kitasato Shibasaburo, hizo su gran descubrimiento del patógeno causante de la enfermedad. También fue capaz de demostrar por primera vez que el mismo bacilo estaba presente en la enfermedad del roedor al igual que en la del humano, así subrayando la posible vía de transmisión. Este importante descubrimiento fue comunicado a la Academia de Ciencias Francesa el mismo año, por su colega Emil Duclaux, en un documento titulado La Peste Bubonique A Hong-Kong.
Kitasato Shibasaburō fue el primero en publicar antes que Yersin una primera descripción de un cultivo de Yersinia pestis en una comunicación preliminar en la revista médica The Lancet. Pocos días después Yersin publicó su artículo donde describía de forma más completa que Shibasaburō la misma bacteria, y poco después Shibasaburō publicó el resto de sus hallazgos.
Desde 1895 hasta 1897, Yersin profundizó sus estudios sobre la peste bubónica. En 1895 regresó al Instituto Pasteur en París y con Émile Roux, Albert Calmette y Armand Borrel, preparó el primer suero antipeste. En el mismo año regresó a Indochina, en donde instaló un pequeño laboratorio en Nha Trang, con el fin de fabricar el suero (en 1905 el laboratorio pasó a ser una rama del Instituto Pasteur). Yersin probó el suero recibido de Piras en Cantón y en Amoy en 1896, y en Bombay, India, en 1897, con resultados desalentadores. Habiendo decidido quedarse en su país de adopción, participó activamente en la creación de la Escuela de Medicina de Hanói en 1902, y fue su primer director, hasta 1904.
Yersin también tuvo parte en la agricultura, y fue un pionero en el cultivo de árboles de caucho importados de Brasil (Hevea brasiliensis) a la Indochina. Con este propósito, obtuvo en 1897 una concesión del gobierno para establecer una estación agrícola en Suoi Dau. También abrió una nueva estación en Hon Ba en 1915, donde intentó aclimatar en aquel país el árbol de quinina (Cinchona ledgeriana), el cual había sido importado de los Andes en América del Sur por los españoles y el cual había producido el primer remedio efectivo para prevenir y tratar la malaria (una enfermedad que aún prevalece en el Sureste Asiático).
Alexandre Yersin es muy recordado en Vietnam, en donde era llamado afectivamente Ông Năm (Mr. Nam/Quinto) por la gente. Tras la independencia del país, las calles llamadas en su honor mantuvieron su nombre, y su tumba en Suoi Dau fue adornada con una pagoda en la que se realizaban ritos en su culto. La casa de Yersin en Nha Trang es hoy un museo, y el epitafio sobre su tumba lo describe como un "Benefactor y humanista, venerado por el pueblo vietnamita". En Hanói, un Liceo Francés lleva su nombre.
En 1934 fue nombrado director honorario del Instituto Pasteur y miembro de su Junta de Administración. Murió durante la Segunda Guerra Mundial en su casa en Vietnam.